# Гарсон, Анхелино
Анхелино Гарсон (исп. Angelino Garzón) — колумбийский государственный деятель. С 7 августа 2010 года по 7 августа 2014 года являлся вице-президентом Колумбии.

## Биография
Родился 29 октября 1946 года в городе Буге, департамент Валье-дель-Каука. Большую часть жизни занимал должность профсоюзного лидера в различных организациях, затем был членом Национального учредительного собрания. В 2000 году он был назначен министром труда и социального обеспечения Колумбии. На региональных выборах 2003 года Анхелино был избран на пост губернатора департамента Валье-дель-Каука, эту должность он занимал по 2007 год. 7 августа 2010 года был приведён к присяге в качестве вице-президента страны.

## Проблемы со здоровьем
9 августа 2010 года был госпитализирован из-за проблем с сердцем, после проведённой операции состояние здоровья нормализовалось и он вернулся к своим обязанностям вице-президента. 18 июня 2012 года Анхелино перенёс инсульт. 22 октября 2012 года у него была обнаружена раковая опухоль в простате. После диагностирования данной болезни Анхелино проходит курс лучевой терапии.